# Jezioro Bodeńskie (powieść)
Jezioro Bodeńskie – debiutancka powieść Stanisława Dygata napisana w latach 1942-43, wydana w 1946 w Warszawie przez Państwowy Instytut Wydawniczy.

## Fabuła
Treścią powieści są tragiczne i groteskowe zarazem przeżycia młodego Polaka w niemieckim obozie dla internowanych Anglików i Francuzów w Konstancji nad Jeziorem Bodeńskim. Jego marzenia i refleksje wywodzące się z wzorców literackich oraz ich zderzenie z codziennością obozowego życia obnażają polską mitologię narodową. Poza warstwą znaczeniową powieść odkrywa dążenie autora do demaskacji wszelkiego rodzaju postaw schematycznych oraz do obrony autentyczności i wolności człowieka.
Powieść stała się podstawą filmu z 1985 roku w reżyserii Janusza Zaorskiego pod tym samym tytułem. 
Autor w przedmowie do II wydania powieści w 1955 roku napisał:

Jak wielu debiutantów, uważałem tradycyjną, powszechnie przyjętą formę powieściową za niegodną, nie wystarczającą dla mych zamysłów. Szukałem czegoś niezwykłego i niecodziennego. Szukałem daremnie. Wreszcie niezwykłość i niecodzienność dopadły same moich zamysłów „w ramach” wszechświatowych zmagań. Obóz dla internowanych cudzoziemców w Konstancji nad Jeziorem Bodeńskim, w którym istotnie znalazłem się, a w którym nie było ani dobrze, ani zupełnie źle, ani za bardzo smutno, ani niespecjalnie wesoło, z którego wyrywał się człowiek do prawdziwego, pełnego mocy i czynów życia, nawet w marzeniach nie bardzo wiedząc, gdzie i jak go szukać, wydał mi się znakomitą (i wystarczająco na debiut oryginalną) formą dla treści mego powieściowego zamysłu. Zwracam jednak uwagę czytelników, że wszystko, co wewnętrznie i w pewnej mierze zewnętrznie dzieje się w „Jeziorze Bodeńskim”, mogłoby równie dobrze zdarzyć się przed wojną, na przykład na jakimś statku, w jakimś sanatorium albo nudnym pensjonacie. Nie zmieniłoby to sensu ani istotnej treści utworu.

A dalej pisze:

Powiadam, że chciałem w „Jeziorze Bodeńskim” odmalować psychologię pragnień, przeżyć i niemocy młodego człowieka określonego środowiska okresu przedwojennego. Zapewne, że w tym portrecie znalazłoby się coś niecoś i ze mnie samego. Ale ironiczne, satyryczne spojrzenie jest tylko krytyką. Nawet nie, jak sądzili niektórzy, samokrytyką. Nie utożsamiam się i błędem byłoby utożsamiać mnie osobiście z poglądami filozoficznymi, artystycznymi i światopoglądowymi mojego bohatera. Jeżeli nawet z niektórymi jego wypowiedziami gotów byłbym się tu i ówdzie zgodzić, jest to to samo, jak zgadzamy się tu i ówdzie z wypowiedziami osób, które w całości osądzamy krytycznie.